# Comuna Jina, Sibiu
Jina (în maghiară: Zsinna, în germană: Sinna) este o comună în județul Sibiu, Transilvania, România, formată numai din satul de reședință cu același nume.
Pe teritoriul comunei se află Mănăstirea Măgura-Jina.

## Demografie
Componența etnică a comunei Jina
     Români (90,52%)
     Romi (1,71%)
     Alte etnii (0%)
     Necunoscută (7,77%)
Componența confesională a comunei Jina
     Ortodocși (84,22%)
     Baptiști (5,06%)
     Penticostali (2,56%)
     Alte religii (0,21%)
     Necunoscută (7,95%)
Conform recensământului efectuat în 2021, populația comunei Jina se ridică la 3.396 de locuitori, în scădere față de recensământul anterior din 2011, când fuseseră înregistrați 3.750 de locuitori. Majoritatea locuitorilor sunt români (90,52%), cu o minoritate de romi (1,71%), iar pentru 7,77% nu se cunoaște apartenența etnică. Din punct de vedere confesional, majoritatea locuitorilor sunt ortodocși (84,22%), cu minorități de baptiști (5,06%) și penticostali (2,56%), iar pentru 7,95% nu se cunoaște apartenența confesională.

## Politică și administrație
Comuna Jina este administrată de un primar și un consiliu local compus din 13 consilieri. Primarul, Gheorghe-Vasile Beschiu[*], de la Partidul Social Democrat, este în funcție din 2016. Începând cu alegerile locale din 2024, consiliul local are următoarea componență pe partide politice:
|  | Partid                          | Consilieri | Componența Consiliului | Componența Consiliului | Componența Consiliului | Componența Consiliului | Componența Consiliului |
|  | ------------------------------- | ---------- | ---------------------- | ---------------------- | ---------------------- | ---------------------- | ---------------------- |
|  | Partidul Social Democrat        | 5          |                        |                        |                        |                        |                        |
|  | Partidul Național Liberal       | 3          |                        |                        |                        |                        |                        |
|  | Partidul S.O.S. România         | 2          |                        |                        |                        |                        |                        |
|  | Alianța pentru Unirea Românilor | 2          |                        |                        |                        |                        |                        |
|  | Partida Romilor „Pro Europa”    | 1          |                        |                        |                        |                        |                        |

## Primarii comunei
- 1996[8] - 2000 - N/A, de la N/A
- 2000[9] - 2004 - Beschiu Iancu, de la APR
- 2004[10] - 2008 - Beschiu Iancu, de la PUR
- 2008[11] - 2012 - Beschiu Iancu, de la PC
- 2012[12] - 2016 - Iancu Beschiu, de la USL
- 2016[13] - 2020 - Beschiu Gheorghe-Vasile, de la PNL

## Vezi și
- Biserica Buna Vestire din Jina
- Frumoasa (sit de importanță comunitară inclus în rețeaua ecologică europeană Natura 2000 în România).
- Frumoasa (arie de protecție specială avifaunistică)